# شمال شرقی تاسمانی

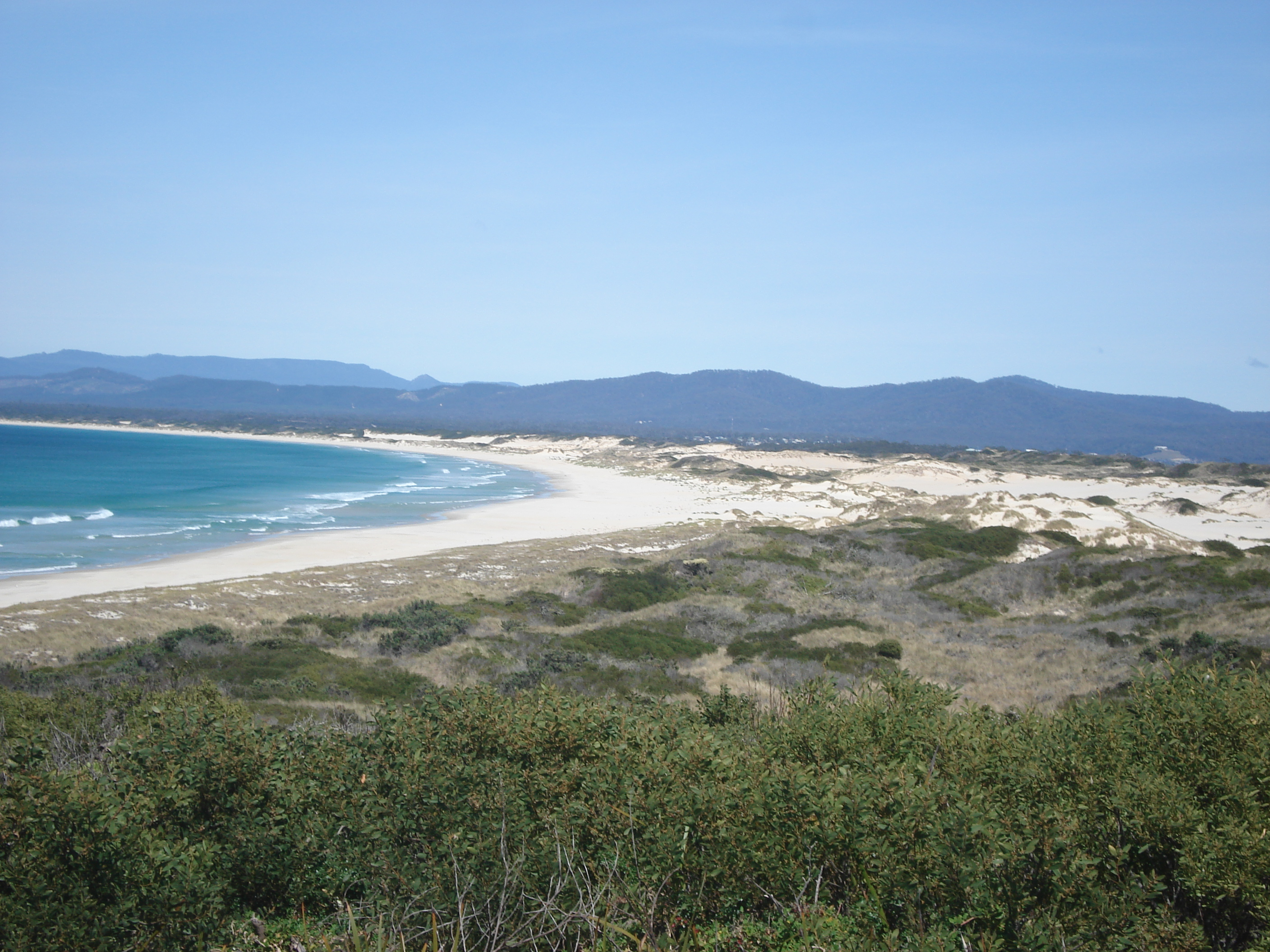
ساحلی در سینت هلنز

شمال شرقی اسمانی (به انگلیسی: North East Tasmania) یکی از ده ناحیه ایالت تاسمانی در کشور استرالیاست. سینت هلنز پرجمعیت‌ترین شهر این ناحیه است.